# 5-Metilcitozin
5-Metilcitozin je metilisana forma DNK baze citozina. On može da učestvuje u regulaciji transkripcija gena. Kad je citozin metilisan, DNA zadržava istu sekvencu, dok ekspresija metilisanih gena može da bude promenjena. Epigenetika se bavi studiranjem ovih promena.

## In vivo
5-Metilcitozin je epigenetička modifikacija formirana dejstvom DNK metiltransferaze.

## Literatura
- Griffiths, Anthony J. F. (1999). An Introduction to genetic analysis. San Francisco: W.H. Freeman. Chapter 15: Gene Mutation. ISBN 978-0-7167-3520-5. (available online at the United States National Center for Biotechnology Information)